# Champ d'honneur
Champ d'honneur je francouzský hraný film z roku 1987, který režíroval Jean-Pierre Denis. Snímek měl světovou premiéru na Filmovém festivalu v Cannes dne 9. května 1987.

## Děj
Děj se odehrává ve Francii za francouzsko–pruské války roku 1870. Zchudlý farmář Pierre je ušetřen vojenské služby, když si prostřednictvím loterie vytáhne výjimku z odvodu. Potřebuje však víc peníze než svou svobodu a tak prodá svou výjimku synovi bohatého šlechtice Arnauda, čímž zaujme místo jeho syna. Když vypukne válka, Pierre se ocitne zraněný na nepřátelském území a získá nepravděpodobného spojence v německém vojákovi, který také vstoupil do války jako náhradník.

## Obsazení
| Cris Campion   | Pierre Naboulet   |
| Pascale Rocard | Henriette         |
| Eric Wapler    | Arnaud Florent    |
| Frédéric Mayer | syn               |
| André Wilms    | podomní obchodník |
| Robert Sandrey | Florentův otec    |

## Ocenění
- César: nejlepší filmová hudba (Michel Portal), nominace v kategorii nejslibnější herec (Cris Campion)